# Óscar Avilés
Óscar Guillermo Avilés Arcos (* 24. März 1924 in Callao; † 5. April 2014 in Lima) war ein peruanischer Sänger und Gitarrist, Komponist und Arrangeur. Er wurde tituliert als „La Primera Guitarra del Perú“ (Erste Gitarre von Peru). Er war der Vertreter der Música Criolla.
Óscar Avilés startete 1939 seine Karriere in dem Geschwisterduo La Limeñita y Ascoy. 1942 gewann er mit dem Ensemble Núñez, Arteaga & Avilés den Wettbewerb La Noche von Roberto Nieves. Er spielte zusammen mit den Los Trovadores del Perú und Los Morochucos. Er arbeitete zusammen mit Chabuca Granda, Jesús Vásquez, Eloísa Angulo, Panchito Jiménez, Los Hermanos Zañartu, Los Hermanos García, Cecilia Bracamonte, Zoila Zevallos, Los Ases del Perú, Los Hermanos Catter, Nicomedes Santa Cruz und Zambo Cavero, sowie dem Komponist Augusto Polo Campos.
Er erhielt mehrere Auszeichnungen und zahlreiche goldene Schallplatten.